# Paulo Diogo
Paulo da Cruz Diogo, né le 21 avril 1975 à Crissier dans le canton de Vaud, est un joueur de football suisse d'origine portugaise, qui évolue au poste de milieu de terrain.

## Biographie
Le 5 décembre 2004, alors que Diogo joue avec le Servette FC lors d'un match à l'extérieur contre le FC Schaffhouse, il offre un but à Jean Beausejour à la 87e minute du match. En voulant célébrer le but, il saute sur le grillage en métal séparant le terrain des supporters pour s'y accrocher, et, en voulant redescendre, son alliance reste accrochée à la grille,, lui arrachant le doigt (Diogo s'était marié quelque temps auparavant).
L'arbitre du match, Florian Etter, pénalise ensuite Diogo avec un carton jaune pour « célébration excessive », tandis que les stewards du stade sont en train de chercher son doigt. Durant la soirée, Diogo est emmené à l'hôpital de Zurich. Les docteurs n'arrivent toutefois pas à lui recoudre le doigt, et doivent donc l'amputer d'une phalange,.
Diogo continue tout de même à jouer au football après cet incident.
Après avoir quitté le club du FC Sion, il s'engage avec le club du FC Schaffhouse le 28 janvier 2006.